# Mount Henderson (berg i Antarktis, lat -67,70, long 63,07)
Mount Henderson är ett berg i Antarktis. Det ligger i Östantarktis. Australien gör anspråk på området. Toppen på Mount Henderson är 970 meter över havet.
Terrängen runt Mount Henderson är kuperad västerut, men österut är den platt. Trakten är glest befolkad. Närmaste befolkade plats är Mawson Station, 13,5 kilometer nordväst om Mount Henderson. 